# Алекс де Анджеліс
Алекс де Анджеліс (італ. Alex De Angelis; 26 лютого 1984, Ріміні, Італія) — мотогонщик з Сан-Марино, учасник чемпіонату світу з шосейно-кільцевих мотоперегонів MotoGP. Найкращим результатом кар'єри є друге місце чемпіонату світу в класі 125cc у сезоні 2003 року.

## Спортивна кар'єра

### Початок кар'єри
Алекс де Анджеліс починав свою кар'єру зі змагань у мінімото в 1995 році.
У чемпіонаті світу MotoGP дебютував у 1999 році, узявши участь у гонці класу 125сс на Гран-Прі Сан-Марино. Перша гонка закінчилась невдало — де Анджеліс не доїхав до фінішу.
У 2000 році він став регулярним гонщиком, підписавши контракт з командою «Chupa Chups Matteoni», де його напарником став Тоні Еліас. Сезон закінчив на 18-му місці з 41 очком, найкращим результатом було два шостих місця на останніх етапах календаря, (Гран-Прі Тихого Океану та Австралії). За підсумками чемпіонату отримав нагороду «новачок року» (англ. Rookie of the year).
У 2001 році виступав знову на Honda, напарником був чех Ярослав Гулеш. Сезон закінчив на 14-му місці з 63 очками, найкращим результатом знову було два шостих місця в кінці сезону (Австралія та Бразилія).
У 2002 році де Анджеліс пересів на Aprilia, перейшовши до команди «LCR Safilo Oxydo», де його напарником став Лючіо Чекінелло. Цього сезону вперше піднявся на подіум, посівши друге місце на Гран-Прі Німеччини, та здобув перший поул в кар'єрі на Гран-Прі Чехії. Сезон закінчив на 9-му місці з 87 очками.
У 2003 виступав за команду «Racing World». Це був його найкращий сезон у кар'єрі. Протягом сезону посів шість третіх місць (Гран-Прі Іспанії, Каталонії, Німеччини, Чехії, Португалії та Бразилії) та здобув чотири поули (Японії, Чехії, Португалії та Валенсії), закінчивши сезон на 2-му місці з 166 очками слідом за іспанцем Дані Педросою.

### Дебют у класі 250сс
У 2004 році Алекс де Анджеліс дебютував в класі 250cc з Aprilia, зайнявши друге місце в Австралії, третє — у Німеччині та здобувши один поул у Великій Британії, закінчивши сезон на 5-му місці з 147 очками.
У 2005 році де Анджеліс переходить до команда «MS Aprilia Italia Corse», де його напарником став Сімоне Корсі. У сезоні зайняв два других місця (Німеччина і Малайзія), два третіх місця (Іспанія та Італія) та здобув два поули (Німеччина і Туреччина). У підсумку посів 7 місце, набравши 151 очко.
У 2006 році переходить у команду «Team Master — MVA Aspar», з якою здобуває свою першу перемогу на етапі — це відбулося 29 жовтня 2006 року на Гран-Прі Валенсії. Крім цього, у сезоні здобув ще сім других і три 3-х місця, закінчивши сезон на 3-му місці з 228 очками.
У 2007 році де Анджеліс посів шість 2-х місця, два 3-х, здобув один поул у Великій Британії і закінчив сезон знову на 3-му місці з 235 очками.

### Перехід у MotoGP
У 2008 році Алекс де Анджеліс дебютував у класі MotoGP з командою «San Carlo Honda Gresini», де його партнером по команді став японець Шинья Накано. Дебютний сезон у «Королівському» класі завершив на 14-му місці з 63 очками, найкращим результатом було два четвертих місця (Італія та Німеччина).
У наступному році залишився в команді, його напарником став Тоні Еліас. У сезоні здобув свій перший подіум в класі, зайнявши друге місце в Індіанаполісі. У загальному заліку посів 8-ме місце зі 111 очками.

### Повернення у Moto2

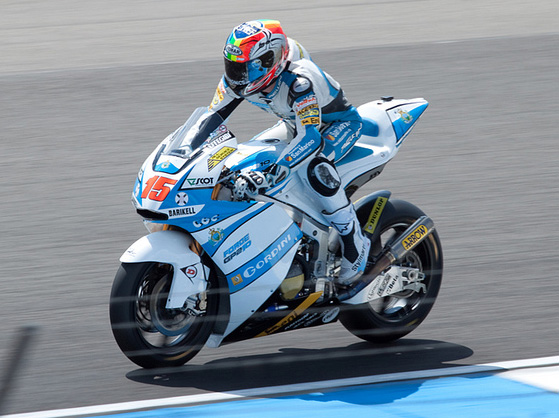
Алекс де Анджеліс на Гран-Прі Нідерландів, 2010 рік

У 2010 році де Анджеліс повертається у клас 250сс, який став називатись Moto2. Сезон почав з командою «RSM Team Scot», де його напарником по команді був Ніколо Канепа. Після перших семи етапів, він на три гонки перейшов у клас MotoGP в команду «Interwetten Honda MotoGP», замінивши травмованого Хіросі Аояма, після чого повернувся назад у Moto2 в команду «JIR Moto2», з якою встиг виграти Гран-Прі Австралії. За підсумками сезону у класі MotoGP посів 18-те місце, у Moto2 — 11-те.
У сезоні 2011 Алекс продовжив виступати у складі команди «JIR Moto2». Він здобув перемогу на Гран-Прі Австралії та зайняв 3-тє місце на Гран-Прі Німеччини. У загальному заліку де Анджеліс посів 4-те місце зі 177 очками.
У 2012 році перейшов у команду «Forward Racing», яка комплектувалася мотоциклами Suter (після Гран-Прі Нідерландів — FTR). Завоював перемогу в Малайзії і посів третє місце на Гран-Прі Німеччини, але був змушений пропустити Гран-Прі Австралії, яке відбулося на Філіп-Айленд (де Алекс виграв перші два етапи категорії Moto2) і Гран-Прі Валенсії через травму руки. Посів у сезоні 12-те місце з 86 очками.
У сезоні 2013 Алекс продовжив виступи за «Forward Racing» у класі Moto2. Йому довелось звикати до нового мотоциклу Speed Up SF13, який не був конкурентноздатним. Найкращими результатами у сезоні стало два 5-х місця у Німеччині та Австралії) сезон же загалом закінчив на 14-му місці.
Сезон 2014 Алекс розпочав у класі Moto2 з командою «Tasca Racing Moto2», з якою провів перші 10 етапів. Після Гран-Прі Індіанаполісу де Анджеліс був запрошений у команду «NGM Forward Racing» для виступів у класі MotoGP, де замінив Коліна Едвардса, який завершив кар'єру. У «королівському» класі Алекс провів 8 гонок.
На сезон 2015 де Анджеліс приєднався до команди «Octo IodaRacing Team» для виступів у класі MotoGP. Конкурувати на застарілому мотоциклі з найкращими гонщиками світу Алексу стало ще складніше, і за сезон він зміг набрати лише 2 очка, а за 4 гонки до закінчення чемпіонату, на Гран-Прі Японії, він потрапив у аварію і вибув до кінця сезону. Після завершення чемпіонату його команда «IodaRacing Project» припинила свою участь у змаганнях класу MotoGP і перейшла до чемпіонату WSBK, а разом із нею — і де Анджеліс.

### Статистика виступів у MotoGP

#### У розрізі сезонів
| Сезон | Клас   | Команда                                       | Мотоцикл                | Гонки | Пер | Под | ПП | НК | Очки | Місце |
| ----- | ------ | --------------------------------------------- | ----------------------- | ----- | --- | --- | -- | -- | ---- | ----- |
| 1999  | 125cc  | Matteoni Racing                               | Honda                   | 1     | 0   | 0   | 0  | 0  | 0    | —     |
| 2000  | 125cc  | Chupa Chups Matteoni Racing                   | Honda                   | 16    | 0   | 0   | 0  | 0  | 41   | 18    |
| 2001  | 125cc  | Matteoni Racing                               | Honda                   | 16    | 0   | 0   | 0  | 0  | 63   | 14    |
| 2002  | 125cc  | Safilo Oxydo Race LCR                         | Aprilia                 | 16    | 0   | 1   | 1  | 0  | 87   | 9     |
| 2003  | 125cc  | Racing World                                  | Aprilia                 | 16    | 0   | 6   | 4  | 0  | 166  | 2     |
| 2004  | 250cc  | Aprilia Racing                                | Aprilia                 | 16    | 0   | 2   | 1  | 1  | 147  | 5     |
| 2005  | 250cc  | MS Aprilia Italia Corse                       | Aprilia                 | 16    | 0   | 4   | 2  | 2  | 151  | 7     |
| 2006  | 250cc  | Master - MVA Aspar Team                       | Aprilia                 | 16    | 1   | 11  | 0  | 5  | 228  | 3     |
| 2007  | 250cc  | Master - MVA Aspar                            | Aprilia                 | 17    | 0   | 8   | 1  | 5  | 235  | 3     |
| 2008  | MotoGP | San Carlo Honda Gresini                       | Honda RC212V            | 18    | 0   | 0   | 0  | 0  | 63   | 14    |
| 2009  | MotoGP | San Carlo Honda Gresini                       | Honda RC212V            | 17    | 0   | 1   | 0  | 0  | 111  | 8     |
| 2010  | MotoGP | Interwetten Honda MotoGP                      | Honda RC212V            | 3     | 0   | 0   | 0  | 0  | 11   | 18    |
| 2010  | Moto2  | RSM Team Scot                                 | Force GP210             | 7     | 0   | 0   | 0  | 0  | 95   | 11    |
| 2010  | Moto2  | JIR Moto2                                     | Motobi TSR 6            | 5     | 1   | 3   | 1  | 0  | 95   | 11    |
| 2011  | Moto2  | JIR Moto2                                     | Motobi TSR 6            | 17    | 1   | 2   | 1  | 2  | 174  | 4     |
| 2012  | Moto2  | NGM Mobile Forward Racing                     | Suter MMX2              | 6     | 0   | 0   | 0  | 0  | 86   | 12    |
| 2012  | Moto2  | NGM Mobile Forward Racing                     | FTR Moto M212           | 9     | 1   | 2   | 0  | 1  | 86   | 12    |
| 2013  | MotoGP | Ignite Pramac Racing                          | Ducati Desmosedici GP13 | 1     | 0   | 0   | 0  | 0  | 5    | 23    |
| 2013  | Moto2  | NGM Mobile Forward Racing                     | Speed Up SF13           | 17    | 0   | 0   | 0  | 1  | 76   | 14    |
| 2014  | MotoGP | NGM Forward Racing                            | Forward—Yamaha          | 8     | 0   | 0   | 0  | 0  | 14   | 21    |
| 2014  | Moto2  | Tasca Racing Moto2                            | Suter MMX2              | 10    | 0   | 0   | 0  | 0  | 37   | 20    |
| 2015  | MotoGP | Octo IodaRacing Team E-Motion IodaRacing Team | ART                     | 15    | 0   | 0   | 0  | 0  | 2    | 28    |

## Цікаві факти
- У сезоні 2015 Алекс встановив рекорд із падінь серед гонщиків класу MotoGP: під час 18 Гран-прі він примудрився впасти 19 разів[4].